# Španělsko na Letních olympijských hrách 1996
Španělsko se účastnilo Letní olympiády 1996. Zastupovalo ho 289 sportovců (194 mužů a 95 žen) v 22 sportech.

## Medailisté
| Medaile | Jméno | Sport              | Soutěž                        |
| ------- | --- | ------------------ | ----------------------------- |
| Zlato   | Miguel Indurain | Cyklistika         | Muži časovka jednotlivci      |
| Zlato   | Lorena Gurendez Tania LaMarca Estibaliz Martinez Marta Baldo Nuria Cabanillas Estela Gimenez | Moderní gymnastika | Ženy družstvo                 |
| Zlato   | José Luis Ballester Fernando Leon | Jachting           | Muži třída Tornado            |
| Zlato   | Begoña Vía Dufresne Theresa Zabell | Jachting           | Ženy třída 470                |
| Zlato   | Ángel Andreo Carles Sans Daniel Ballart Ivan Moro Jesús Rollan Jordi Sans Jorge Payá Josep María Abarca Manuel Estiarte Miguel Ángel Oca Pedro Francisco García Salvador Gómez Sergi Pedrerol                                   | Vodní pólo         | Turnaj mužů                   |
| Stříbro | Fermín Cacho | Atletika           | Muži běh na 1 500 m           |
| Stříbro | Abraham Olano | Cyklistika         | Muži časovka jednotlivců      |
| Stříbro | Jaime Amat Pablo Amat Javier Arnau Jordi Arnau Oscar Barrena Ignacio Cobos Juan Dinarés Juan Escarré Xavier Escude Juantxo García-Mauriño Antonio González Ramón Jufresa Joaquín Malgosa Victor Pujol Ramón Sala Pablo Usoz     | Pozemní hokej      | Turnaj mužů                   |
| Stříbro | Ernesto Pérez | Judo               | Muži těžká váha nad 100 kg    |
| Stříbro | Sergi Bruguera | Tenis              | Muži dvouhra                  |
| Stříbro | Arantxa Sánchezová Vicariová | Tenis              | Ženy dvouhra                  |
| Bronz   | Valentí Massana | Atletika           | Muži 50 km chůze              |
| Bronz   | Rafael Lozano | Box                | Muži lehké muší váha do 48 kg |
| Bronz   | Juan Pérez Iñaki Urdangarin Alberto Urdiales José Hombrados Jordi Nuñez Jesús Olalla Raúl González Rafael Guijosa Fernando Hernández Jesús Fernández Jaume Fort Mateo Garralda Talant Dujšebajev Salvador Esquer Aitor Etxaburu | Házená             | Turnaj mužů                   |
| Bronz   | Yolanda Solerová | Judo               | Ženy do 48 kg                 |
| Bronz   | Isabel Fernándezová | Judo               | Ženy do 56 kg                 |
| Bronz   | Conchita Martínezová Arantxa Sánchezová Vicariová | Tenis              | Ženy čtyřhra                  |